# William Rudolph
William Frederick Rudolph (* 27. November 1886 in Missouri; † 27. Mai 1975 in Vista, San Diego County, Kalifornien) war ein US-amerikanischer Filmtechniker, der bei der Oscarverleihung 1940 mit dem Oscar für technische Verdienste (Technical Achievement Award) ausgezeichnet wurde.

## Leben
William Rudolph arbeitete als Filmtechniker für Paramount Pictures und wurde 1940 zusammen mit Farciot Edouart und Joseph E. Robbins „für den Entwurf und Bau eines geräuschlosen tragbaren Laufbandes“ (‚For the design and construction of a quiet portable treadmill‘) mit dem Oscar für technische Verdienste ausgezeichnet.

## Auszeichnung
- 1940: Oscar für technische Verdienste (Academy Technical Achievement Award)